# Odontadenia markgrafiana
Odontadenia markgrafiana är en oleanderväxtart som beskrevs av J.F. Morales. Odontadenia markgrafiana ingår i släktet Odontadenia och familjen oleanderväxter. Inga underarter finns listade i Catalogue of Life.